# Léopold Lenders
 (juillet 2020).
Si vous disposez d'ouvrages ou d'articles de référence ou si vous connaissez des sites web de qualité traitant du thème abordé ici, merci de compléter l'article en donnant les références utiles à sa vérifiabilité et en les liant à la section « Notes et références ».
Léopold Lenders, longtemps connu sous l'appellation Pol du Pol’s Jazz Club, né en 1917 et mort le 2 août 2000, est une personnalité bruxelloise et belge du monde du jazz qui a ouvert plusieurs clubs à Bruxelles.

## Biographie
Pol Lenders est le fils d'une marchande de fleurs de la place Rogier à Bruxelles. Durant sa jeunesse, déjà amateur de musique rythmée américaine, il sera surnommé « Rosse Polle » (« Paul le Roux » en brusseleer), en rapport avec sa tignasse rousse.
Il devient rapidement une figure du folklore bruxellois. Dans les années 1960, il est portier dans plusieurs boîtes branchées de la capitale belge comme Les Cousins à proximité de la Grand-Place, Le Ben-Hur, rue du Marché aux Fromages) ou encore La Frégate rue Neuve. Ensuite, il ouvre plusieurs clubs de jazz, le « Carton Club », le « Victory Club », le « Pol’s » rue du Marché au Charbon, le « Pol’s Jazz Club » rue de Stassart à Ixelles et le « Bierodrome » place Fernand Cocq également à Ixelles. Pol Lenders y invita les plus grands noms du jazz américain, du blues et du swing, comme John Coltrane, Count Basie, Dexter Gordon et bien d'autres. En 1985, il apporte également son aide à la création du « Saint-Jazz-ten-Noode » à Saint-Josse-ten-Noode, commune où il a résidé quelque temps dans la rue de Liedekerke. Ce n'est qu'en 1991 qu'il se rend pour la première fois aux États-Unis et qu'il découvre La Nouvelle-Orléans.

## Hommage
En son honneur la commune de Saint-Josse-ten-Noode a dénommé une rue à son nom. Les plaques de rues, en plus de la mention « rue Léopold Lenders », spécifient « dit Pol du Pol’s Jazz Club ».

## Citation anonyme
« Il s'est eng… avec tout le monde et brouillé avec personne ».[réf. nécessaire]